# Mirela Pașca
Mirela Ana Pașca (n. 19 februarie 1975, Baia Mare, România) este o gimnastă română care a concurat la competiții internaționale de gimnastică între 1990 și 1992. A fost medaliată olimpic cu argint în 1992 și cu bronz continental în 1991. A obținut de asemenea medalia de bronz la paralele la campionatul european de gimnastică artistică de la Paris, în 1992.

## Cariera
Mirela a început gimnastica la vârsta de 5 ani, la Clubul Sportiv Baia-Mare, fiind antrenată de Adriana și Nelu Pop.
În 1990 s-a alăturat lotului național de gimnastică artistică. În același an a cucerit medalia de aur la paralele, la egalitate cu Svetlana Boghinskaia și Natalia Kalinina, în cadrul Campionatelor Europene din Atena.
La Campionatele Mondiale de Gimnastică din 1991, Indianapolis, USA a cucerit medalia de bronz cu echipa și locul 8 la individual compus. De asemenea, Pașca s-a clasat pe locul patru la paralele inegale, la egalitate cu Henrietta Ónodi.  Un an mai târziu a obținut medalia de bronz la paralele inegale la Campionatele Mondiale de Gimnastică de la Paris.
Împreună cu Lavinia Miloșovici, Gina Gogean, Cristina Bontaș, Vanda Hădărean și Maria Neculiță, Mirela Pașca a alcătuit lotul național de gimnastică al României la Jocurile Olimpice din 1992 de la Barcelona. În Barcelona a câștigat medalia de argint cu echipa și a obținut locul patru la paralele inegale, la egalitate cu Lavinia Miloșovici și Kim Gwang Suk.
După retragerea din activitatea competițională a devenit antrenoare de gimnastică.